# 텔마 몬테이루
텔마 알레샨드라 핀투 몬테이루(포르투갈어: Telma Alexandra Pinto Monteiro, 1985년 12월 27일~)는 포르투갈의 유도 선수이다. 2016년 하계 올림픽에서 여자 라이트급 동메달을 획득했으며 세계 선수권 대회에서 은메달 4개, 동메달 1개를 획득했다.

## 수상

### 수훈
- 장교 포르투갈 공로장(2015년 3월 10일)
- 사령관 포르투갈 공로장(2016년 11월 11일)